# Illinois (fiume)
L'Illinois è un fiume degli Stati Uniti d'America e uno dei principali affluenti del fiume Mississippi.
Si estende per una lunghezza di 439 km nello Stato dell'Illinois. Il suo bacino idrografico ricopre gran parte della regione centrale dello Stato dell'Illinois, per una superficie di circa 104.000 km².
Il fiume ricoprì importanza tra i nativi americani e per i primi commercianti francesi come principale via di collegamento tra le acque dei Grandi Laghi e il Mississippi. Gli insediamenti coloniali lungo il fiume costituito il cuore della zona conosciuta come Pays des Illinois. Dopo la costruzione del Canale Illinois e Michigan e del Canale Hennepin nel XIX secolo, il ruolo del fiume come via di collegamento tra il lago Michigan e il Mississippi è stato esteso in epoca moderna per lo spostamento di merci e prodotti industriali.